# 馬塚貴弘
馬塚 貴弘（まづか たかひろ、1976年6月29日 - ）は、日本の短距離走選手である。
1996年アトランタオリンピックで男子200メートル競走に出場した。 

## 参照資料
1. ↑  “Takahiro Mazuka Olympic Results”.  Sports Reference LLC. 2020年4月17日時点のオリジナルよりアーカイブ。2017年7月18日閲覧。